# Novenario (religione)

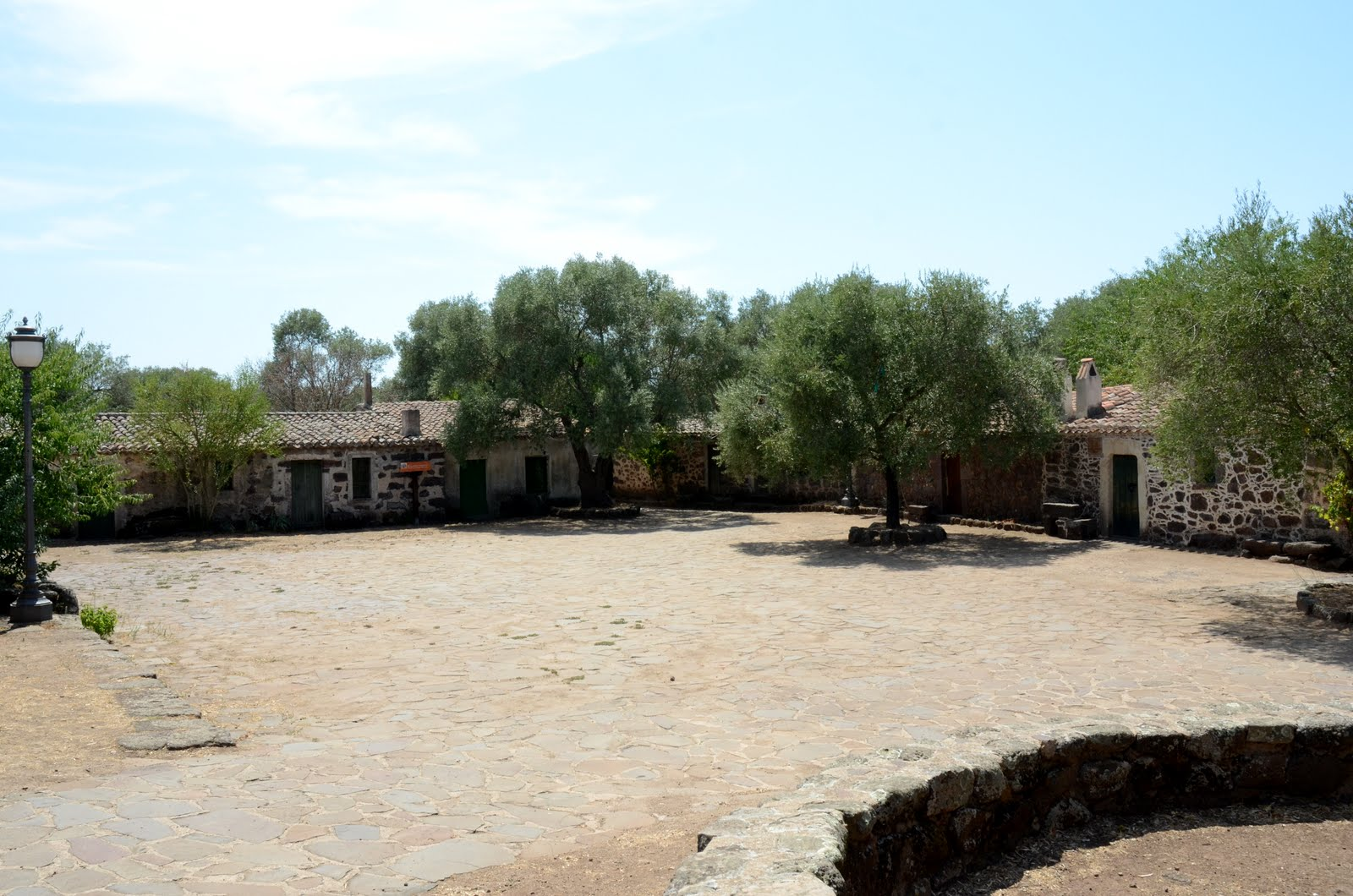
Le piccole cumbessias o muristenes del novenario attorno alla chiesa di Santa Cristina, Paulilatino, Oristano

I novenari, nella tradizione popolare e sacra della Sardegna, sono luoghi nei quali le popolazioni di diversi paesi di un'area si riuniscono, per nove giorni prima della festività religiosa, attorno ad un santuario in aperta campagna, facendo vita comunitaria nelle cumbessias o muristenes, piccoli locali costruiti attorno alla chiesa dedicata al santo. I novenari sorgono in luoghi altamente scenografici dai quali si gode la vista di tutta la zona. 
Questo periodo rappresentava, e in parte ancora rappresenta, un tempo festivo dell'anno in cui si sospendeva la vita quotidiana di lavoro e si rafforzavano i legami comunitari.
Questa tradizione, presente probabilmente fin dall'epoca della dominazione bizantina sull'isola (VI-VII secolo), ha cristianizzato e inglobato precedenti culti della fecondità incentrati su pietre ritenute sacre.